# Сен-Фрежу
Сен-Фрежу́ (фр. Saint-Fréjoux, окс. Sent Frejolh) — коммуна во Франции, находится в регионе Лимузен. Департамент — Коррез. Входит в состав кантона Юссель-Эст. Округ коммуны — Юссель.
Код INSEE коммуны — 19204.
Коммуна расположена приблизительно в 370 км к югу от Парижа, в 95 км восточнее Лиможа, в 60 км к северо-востоку от Тюля.

## История
Во время Великой французской революции коммуна носила название Фрежу.

## Население
Население коммуны на 2008 год составляло 275 человек.
| 1962 | 1968 | 1975 | 1982 | 1990 | 1999 | 2008 |
| ---- | ---- | ---- | ---- | ---- | ---- | ---- |
| 224  | 264  | 252  | 253  | 283  | 248  | 275  |

## Экономика

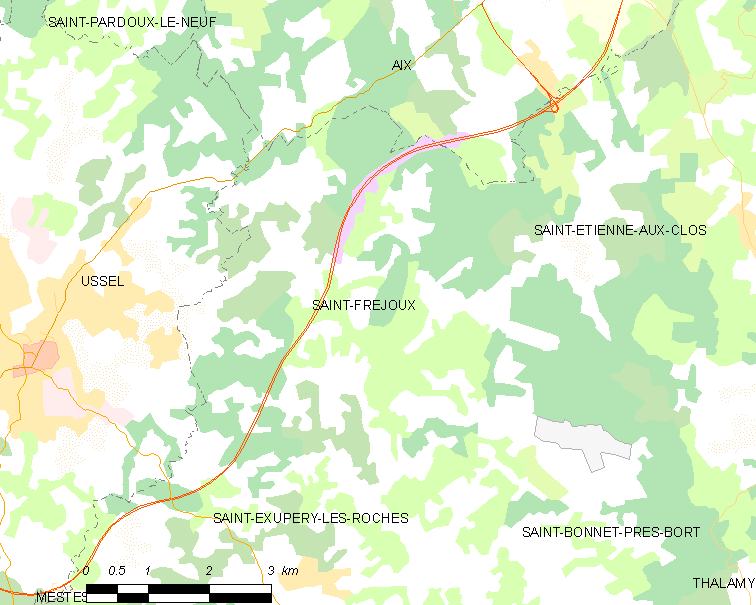
Карта коммуны

В 2007 году среди 168 человек в трудоспособном возрасте (15-64 лет) 129 были экономически активными, 39 — неактивными (показатель активности — 76,8 %, в 1999 году было 68,5 %). Из 129 активных работали 119 человек (62 мужчины и 57 женщин), безработных было 10 (4 мужчины и 6 женщин). Среди 39 неактивных 12 человек были учениками или студентами, 13 — пенсионерами, 14 были неактивными по другим причинам.

## Достопримечательности
- Церковь Сен-Фредюльф (XII век). Памятник истории с 1973 года[3]
- Замок Базане (XV век). Памятник истории с 1987 года[4]